# كارل غيزه
كارل غيزه (بالألمانية: Karl Giese)‏ هو أمين الأرشيف ألماني، ولد في 1898 في القيصرية الألمانية، وتوفي في 1 مارس 1938 في برنو في التشيك.

## وصلات خارجية
- كارل غيز على موقع IMDb (الإنجليزية)
- كارل غيز على موقع كينوبويسك (الروسية)